# 都市交通審議会答申第9号
都市交通審議会答申第9号（としこうつうしんぎかいとうしんだい9ごう）は、都市交通審議会が1966年（昭和41年）7月15日に運輸大臣に提出した答申である。
答申名は横浜及びその周辺における旅客輸送力の整備増強に関する基本計画について（よこはまおよびそのしゅうへんにおけるりょかくゆそうりょくのせいびぞうきょうにかんするきほんけいかくについて）。
1985年（昭和60年）を目標年次とする横浜及びその周辺における旅客鉄道路線の整備計画を示しており、その1985年（昭和60年）には本答申の更新版である運輸政策審議会答申第7号が提示されている。

## 概要

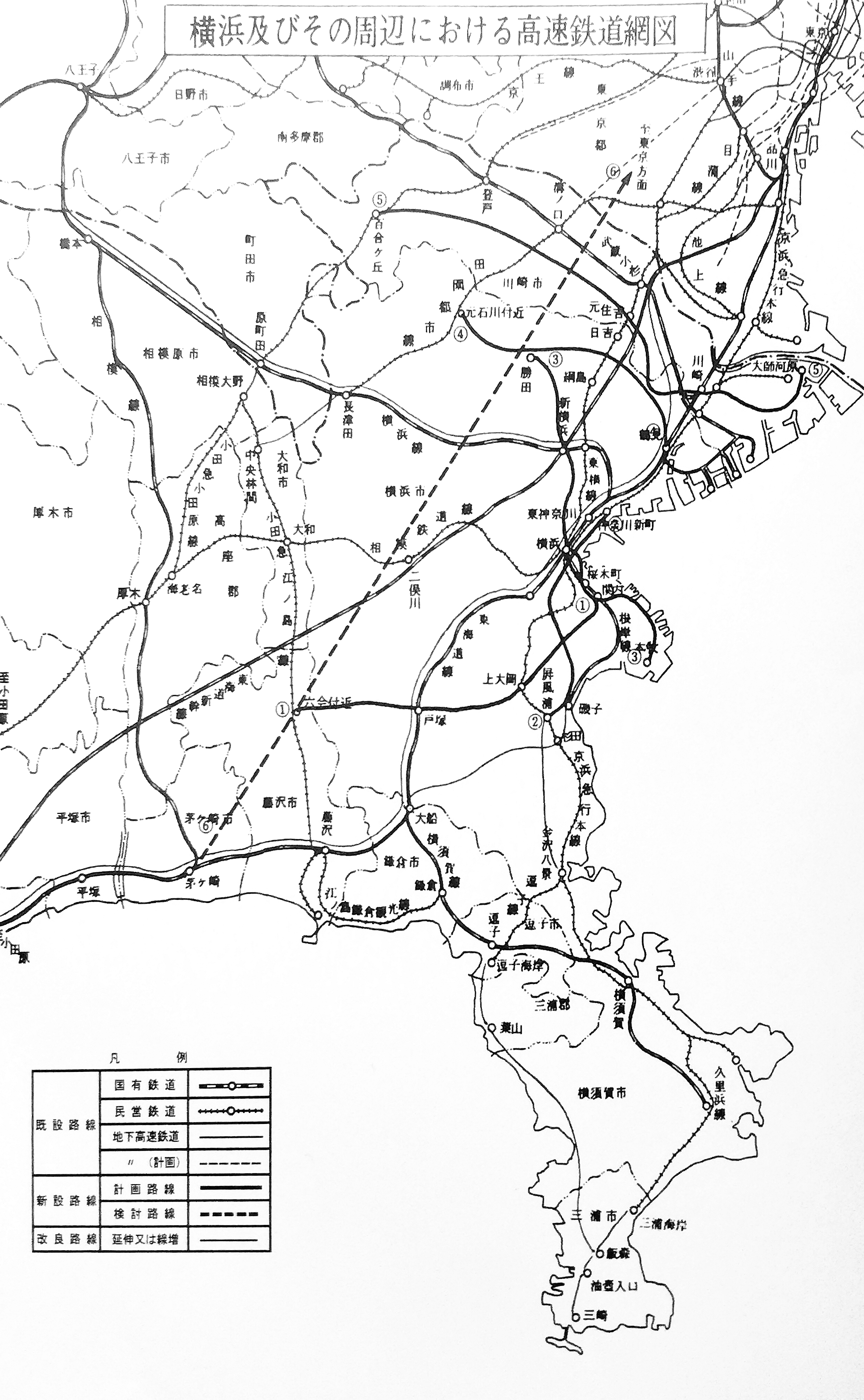
答申の付図「横浜及びその周辺における高速鉄道網図」

12路線、路線延長275kmを、1985年までに整備すべき路線と位置づけている。
また、1路線、路線延長40kmを、今後検討すべき路線と位置づけている。

付属資料として、上記13路線の区間を記した横浜及びその周辺における高速鉄道網図がある。
その他に、輸送力増強の必要性と、それを実現するための助成措置の必要性を述べている。

## 答申路線と目標年度までの整備状況
| 路線       | 整備主体 | 新設/ 検討/ 延伸/ 線増 | 距離 （検討）  | 区間                                                         | 目標年次（1985年） までの整備状況                              | 運輸政策審議会答申第7号 （目標年次・2000年） での関連路線 |
| ---------- | -------- | ---------------------- | -------------- | ------------------------------------------------------------ | -------------------------------------------------------------- | --- |
| 1号線      | 横浜市   | 新設                   | 19km           | 六会付近 - 戸塚 - 上大岡 - 伊勢佐木町                        | 横浜市営地下鉄1号線として 舞岡 - 関内・10.7km開業              | 横浜1号線： 舞岡 - 戸塚 - 湘南台 |
| 2号線      | 横浜市   | 新設                   | 12km           | 屏風浦 - 吉野町 - 横浜 - 神奈川新町                          | 開業せず                                                       | なし |
| 3号線      | 横浜市   | 新設                   | 19km           | 本牧 - 山下町 - 伊勢佐木町 - 横浜 - 新横浜 - 勝田            | 横浜市営地下鉄3号線として 関内 - 新横浜、9.8km開業             | 横浜3号線： 新横浜 - 港北ニュータウン みなとみらい21線： 元町付近 - 本牧町 - 根岸                                                                                             |
| 4号線      | 横浜市   | 新設                   | 15km           | 鶴見 - 末吉橋 - 勝田 - 元石川付近                            | 開業せず                                                       | 新交通システム等： 鶴見 - 日吉 横浜4号線： 日吉 - 高田町 - 港北ニュータウン 横浜3号線： 港北ニュータウン - あざみ野                                                           |
| 5号線      | 川崎市   | 新設                   | 28km           | 大師河原 - 末吉橋 - 元住吉 - 長沢 - 百合ヶ丘                 | 開業せず                                                       | 武蔵野南線の旅客線化： 府中本町 - 新川崎 - 川崎 及び新百合ケ丘から武蔵野南線 への接続線                                                                                       |
| 6号線      | 未定     | 検討                   | 40km           | 茅ヶ崎 - 六会付近 - 二俣川 - 勝田 - 東京方面                 | 相鉄いずみ野線として 二俣川 - いずみ野、6.0km開業              | 相鉄いずみ野線： いずみ野 - 湘南台 - 相模線方面 神奈川東部方面線： 二俣川 - 新横浜 - 大倉山駅 東急目黒線： 大倉山 - 多摩川園 - 目黒 横浜4号線： 港北ニュータウン - 横浜線方面 |
| 東海道線   | 国鉄     | 線増                   | 87km           | 東京 - 大船 - 小田原 2線増設 （品川 - 鶴見は品鶴貨物線流用） | 東京 - 大船 - 小田原 86.8km、2線増設 （東京 - 大船は横須賀線） | なし |
| 横浜線     | 国鉄     | 線増                   | 43km           | 東神奈川 - 八王子 1線増設                                    | 東神奈川 - 八王子 42.6km、1線増設                              | なし |
| 根岸線     | 国鉄     | 延伸                   | 13km           | 磯子 - 杉田 - 大船                                           | 磯子 - 新杉田 - 大船 12.6km延伸開業                            | なし |
| 田園都市線 | 東急     | 延伸                   | 6km            | 長津田 - 中央林間                                            | 長津田 - 中央林間 5.9km延伸開業                                | なし |
| 京急本線   | 京急     | 線増                   | 8km            | 屏風浦 - 金沢八景 2線増設                                    | 金沢文庫 - 金沢八景 1.4km、2線増設                             | なし |
| 久里浜線   | 京急     | 延伸                   | 7km            | 三浦海岸 - 飯森 - 油壷入口 - 三崎                            | 三浦海岸 - 三崎口 2.2km延伸開業                                | 京急久里浜線： 三崎口 - 油壷 |
| 逗子線     | 京急     | 延伸                   | 18km           | 逗子海岸 - 葉山 - 飯森                                       | 延伸せず                                                       | なし |
| 計         | -        | -                      | 275km （40km） | -                                                            | 178.0km                                                        | - |